# I. e. 93
Évszázadok: i. e. 2. század – i. e. 1. század – 1. század
Évtizedek: i. e. 140-es évek – i. e. 130-as évek – i. e. 120-as évek – i. e. 110-es évek – i. e. 100-as évek – i. e. 90-es évek – i. e. 80-as évek – i. e. 70-es évek – i. e. 60-as évek – i. e. 50-es évek – i. e. 40-es évek
Évek: i. e. 98 – i. e. 97 – i. e. 96 – i. e. 95 –  i. e. 94 – i. e. 93 – i. e. 92 – i. e. 91 – i. e. 90 – i. e. 89 – i. e. 88

## Események

### Róma
- Caius Valerius Flaccust és Marcus Herenniust választják consulnak.
- Sulla kiszorítja II. Tigranészt Kappadókiából és visszahelyezi a trónra I. Ariobarzanészt. II. Mithridatész pártus király követeket küld hozzá, így ő lesz az első római aki hivatalosan felveszi a diplomáciai kapcsolatot a pártusokkal. Ezt követően visszatér Rómába, ahol praetorrá választják és nagy népszerűségre tesz szert, amikor a Ludi Apollinares során a mauretaniai királytól kapott száz oroszlánnal rendez gladiátorjátékokat.

### Hellenisztikus birodalmak
- A szeleukida belháborúban X. Antiokhosz Euszebész legyőzi a XI. Antiokhosz Epiphanész és I. Philipposz testvérpárt; az előbbi menekülés közben az Orontész folyóba fullad.
- Obodasz nabateus király a Galileai-tengernél döntő vereséget mér Alexandrosz Iannaiosz júdeai királyra, bosszút állva Gáza korábbi elpusztításáért. A nabateusok megszállják Moábot és Gileadot.
- Alexandrosz visszatér Jeruzsálembe, ahol főpapként a sátorok ünnepén szándékosan megsérti a farizeusokat. Azok fellázadnak és kitör a júdeai polgárháború.

## Halálozások
- XI. Antiokhosz Epiphanész, szeleukida király

## Fordítás
- Ez a szócikk részben vagy egészben  a(z)   93 av. J.-C. című francia Wikipédia-szócikk ezen változatának fordításán alapul.  Az eredeti cikk szerkesztőit annak laptörténete sorolja fel. Ez a jelzés csupán a megfogalmazás eredetét és a szerzői jogokat jelzi, nem szolgál a cikkben szereplő információk forrásmegjelöléseként.